# San Agustinillo
San Agustinillo es una pequeña localidad en la costa del Pacífico, ubicada en el municipio de Santa María Tonameca, en el estado de Oaxaca, México. (latitud: 15°39'55 N, longitud: 96°32'35 O)
A 3 km de Zipolite y a 1 km de Mazunte. Cuenta con una población de 255 habitantes.

## Historia
San Agustinillo se fundó alrededor del año 1965, cuando varias familias de la costa y la sierra llegaron a vivir a este lugar.
En sus inicios la base de la economía de San Agustinillo era el rastro de tortugas, diariamente se mataban cientos de tortugas, llegando alguna vez hasta dos mil tortugas en un día.
Conjuntamente con esta actividad se practicaba la pesca. 
En 1990 se decreta en México la veda a la caza y comercialización de la tortuga marina, se cierra el rastro y así la economía se transforma al turismo, pasando la comunidad de un modo de vida depredativo a uno más sostenible.
Actualmente las principales actividades económicas son: turismo de bajo impacto y la pesca.

## Geografía

### Playas
San Agustinillo cuenta con tres pequeñas bahías que en su conjunto tienen una longitud de 1 km. Estas tres bahías colindan con playa Aragón al este y Mazunte al oeste. En la parte este de la playa hay una pequeña laguna durante la temporada de lluvias.
Las playas de San Agustinillo son reconocidas por ser tranquilas para los bañistas y al mismo tiempo buenas para la práctica del surf.

### Fauna y flora
Entre los árboles más comunes que se encuentran en San Agustinillo están el mangle, el huachalalá, el guaje, el ocotillo y el órgano. 
La fauna de San Agustinillo consta principalmente de: zorrillo, ardilla, tejón, mapache, venado, iguana, tlacuache, víbora. 
Principalmente se pesca tiburón, dorado, atún, pez vela, huachinango y pargo.
Durante los meses de diciembre a abril variedad de ballenas y orcas transitan cerca de la costa en su ruta migratoria.

## Destino turístico
Actualmente San Agustinillo se caracteriza por tener numerosos hoteles y restaurantes, así mismo por ofrecer muchas opciones de actividades, como paseos en lancha para ver fauna marina, clases de surf y viajes de rafting en los ríos de la zona.